# IC 731
IC 731 је спирална галаксија у сазвјежђу Велики медвјед која се налази на листи објеката дубоког неба у Индекс каталогу.
Деклинација објекта је + 49° 34' 13" а ректасцензија 11h 45m 18,1s. Привидна величина (магнитуда) објекта IC 731 износи 15,1 а фотографска магнитуда 15,9. IC 731 је још познат и под ознакама MCG 8-21-96, CGCG 242-79, CGCG 243-3, PGC 36626.